# Clemens Kalischer
Clemens Kalischer (né le 30 mars 1921 à Lindau en Allemagne et mort le 9 juin 2018 à Lenox dans le Massachusetts) est un photojournaliste américain d'origine allemande, connu en particulier pour ses photos des survivants de la Shoah, arrivant à New York, en 1947-1948.

## Biographie
Clemens Kalischer,,, est né le 30 mars 1921 à Lindau, en Allemagne.

## Livres

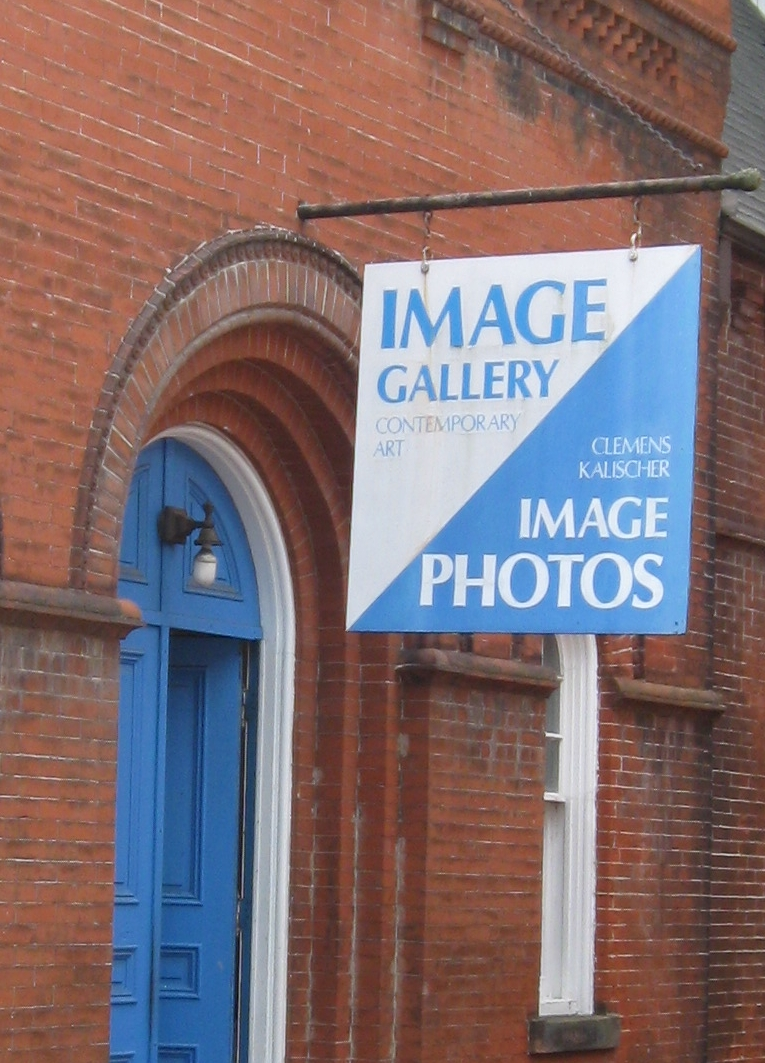
LImage Gallery à Stockbridge (Massachusetts), fondée par Clemens Kalischer.

- La montagna dell'esodo. Racconti fotografici di Clemens Kalischer Museo Nazionale della Montagna, 1996.  (ISBN 88-85903-60-6).
- Clemens Kalischer. Marval, 2004.  (ISBN 2-86234-377-3).
- Sylvia Bohmer. Clemens Kalischer New York - Photographien 1947-1959. 2000.  (ISBN 3-929203-29-4).
- Clemens Kalischer. Hatje Cantz, 2002.  (ISBN 3-7757-1129-5). Introduction de Norbert Bunge et Denis Brudna.
- Clemens Kalischer, Le Flux Du Quotidien. Musée de la Photographie Charleroi, Belgique. Catalogue.